# Wages for Wives
Wages for Wives è un film muto del 1925 diretto da Frank Borzage.
La sceneggiatura si basa su un lavoro teatrale di Guy Bolton, la commedia Chicken Feed; or Wages for Wives che, andata in scena al Little Theatre di Broadway il 24 settembre 1923, restò in cartellone fino a gennaio dell'anno seguente per un totale di 144 recite.

## Trama
Nell Bailey, consigliata dalla madre e dalla sorella Luella, accetta di sposare Danny Kester a patto che lui sia disposto a dividere il proprio stipendio a metà con lei. Dopo il matrimonio, però, Danny si rifiuta di onorare l'accordo. Nell, allora, proclama lo sciopero di moglie, coinvolgendo anche la madre e Luella. I tre mariti entrano in agitazione ma, per orgoglio, non vogliono cedere. A complicare le cose, arriva anche una femme fatale che potrebbe rovinare definitivamente il matrimonio. Alla fine, però, tutto si aggiusta e le tre coppie si riconciliano, trovando una soluzione nell'incontrarsi a metà strada.

## Produzione
Il film fu prodotto dalla Fox Film Corporation.

## Distribuzione
Il copyright del film, richiesto da William Fox, fu registrato il 29 novembre 1925 con il numero LP22056.
Distribuito dalla Fox Film Corporation, il film - presentato da William Fox - uscì nelle sale cinematografiche degli Stati Uniti il 13 dicembre 1925. In Brasile, prese il titolo di Esposas em Greve.